# 1278 Kenya
Az 1278 Kenya (ideiglenes jelöléssel 1933 LA) a Naprendszer kisbolygóövében található aszteroida. Cyril V. Jackson fedezte fel 1933. június 15-én, Johannesburgban.